# Brđani (Novi Pazar)
Pour les articles homonymes, voir Brđani.
Brđani (en serbe cyrillique : Брђани) est un village de Serbie situé sur le territoire de la Ville de Novi Pazar, district de Raška. Au recensement de 2011, il comptait 131 habitants.

## Démographie
| 1948 | 1953 | 1961 | 1971 | 1981 | 1991 | 2002 | 2011 |
| ---- | ---- | ---- | ---- | ---- | ---- | ---- | ---- |
| 367  | 465  | 525  | 524  | 503  | 379  | 195  | 131  |

|  |